# Tonnay-Boutonne
Tonnay-Boutonne là một xã trong tỉnh tổng Tonnay-Boutonne in the Charente-Maritime trong vùng Nouvelle-Aquitaine, tây nam nước Pháp. Xã Tonnay-Boutonne nằm ở khu vực có độ cao trung bình 14 mét trên mực nước biển. 
Thị trấn nằm bên hữu ngạn sông Boutonne, sông chảy theo hướng tây nam qua thị trấn.

## Dân số
| Năm  | Dân số | Mật độ |
| ---- | ------ | ------ |
| 1962 | 1021   | -      |
| 1968 | 1036   | -      |
| 1975 | 1072   | -      |
| 1982 | 1053   | -      |
| 1990 | 1088   | -      |
| 1999 | 1126   | 49/km² |